# Santa Cruz - Trindade
A Freguesia de Santa Cruz - Trindade foi uma freguesia portuguesa do Município de Chaves. Foi criada em 12 de julho de 2001, por desmembramento da vizinha freguesia do Outeiro Seco, e extinta em 2013, no âmbito de uma reforma administrativa nacional, tendo sido agregada à freguesia de Sanjurge, para formar uma nova freguesia denominada União das Freguesias de Santa Cruz/Trindade e Sanjurge com a sede em Cocanha.
Em 2011 tinha 3 096 habitantes.